# Der Hierophant
Der Hierophant oder auch Der Papst ist eine der auch große Arkana genannten Trumpfkarten des Tarot.

## Darstellung
Ein Hohepriester mit Tiara sitzt zwischen zwei Säulen und hält einen Stab mit drei Querbalken, die andere Hand ist segnend über zwei Schüler erhoben.

## Deutung
Der Hierophant repräsentiert den Willen Gottes und dessen Auslegung auf der Erde.
Im Tarot steht der Hierophant für Fragen nach dem Sinn und die Wahrheitssuche. Der göttliche Aspekt kann als Offenbarung oder auch Erleuchtung gedeutet werden. Im Extremfall können die Eigenschaften des Hierophanten bis hin zur Intoleranz oder gar Anmaßung reichen.

## Entsprechungen
- das Tierkreiszeichen Stier
- der hebräische Buchstabe ו (Waw)